# Jordan Valley
Pour les articles homonymes, voir Jordan.
Jordan Valley est une municipalité américaine située dans le comté de Malheur en Oregon.
Lors du recensement de 2010, sa population est de 181 habitants. La municipalité s'étend sur 2,08 milles carrés (5,39 km2).
La localité est fondée dans la deuxième moitié du XIXe siècle par des Basques. Elle se trouve à proximité de la Jordan Creek, un ruisseau nommé en l'honneur de Michael M. Jordan qui y trouva de l'or en 1863. Jordan Valley devient une municipalité le 21 mars 1911.